# Orasema susanae
Orasema susanae är en stekelart som beskrevs av Gemignani 1947. Orasema susanae ingår i släktet Orasema och familjen Eucharitidae. Inga underarter finns listade i Catalogue of Life.